# ФК Расинг Авељанеда
ФК Расинг Авељанеда (шп. Racing Club de Avellaneda) аргентински је фудбалски клуб из Авељанеде. Клуб се такмичи у Првој лиги Аргентине и домаће утакмице игра на стадиону Хуан Доминго Перон, капацитета 61 хиљада гледалаца.
Основан је 25. марта 1903. године. Расинг је 18 пута освојио Прву лигу Аргентине. Због свих тих достигнућа тим је добио надимак La Academia (Академија фудбала) којим се идентификује клуб и његове присталице.
На међународној сцени Расинг је освојио 8 титула. Та достигнућа укључују један Копа Либертадорес, једну титулу првака света Интерконтинентални куп 1967. године, те по један трофеј Копа Судамерикана, Суперкопа Судамерикана и Рекопа Судамерикана. Освојен је и један трофеј незваничног такмичења Суперкопа Интерамерикана и два трофеја Копа Алдао.

## Успеси
- Прва лига Аргентине:
  - Првак (18): 1913, 1914, 1915, 1916, 1917, 1918, 1919, 1921, 1925, 1949, 1950, 1951, 1958, 1961, 1966, 2001 Апертура, 2014, 2018–19

- Међународни успеси:
  - Интерконтинентални куп (1): 1967.[3]
  - Копа либертадорес (1): 1967.[3]
  - Копа Судамерикана (1): 2024.
  - Суперкопа Судамерикана (1): 1988.[4]
  - Суперкопа Интерамерикана (1): 1988.[5]
  - Рекопа Судамерикана (1): 2025. (финалиста 1989.)
  - Копа Алдао (2): 1917, 1918.

## Занимљивости
Из Авељанеде је још један значајан аргентински фудбалски клуб, ФК Индепендијенте основан 1904. године, који поред Расинга спада у Велику петорку аргентинског фудбала.

## Познати фудбалери
- Мауро Каморанези
- Дијего Милито
- Дијего Симеоне
- Убалдо Фиљол

## Бивши тренери
- Гиљермо Стабиле
- Омар Сивори
- Освалдо Ардилес
- Дијего Марадона
- Убалдо Фиљол
- Дијего Симеоне